# Éducation et socialisation
Éducation et socialisation est une revue scientifique à comité de rédaction et à comité de lecture, quadrimestrielle et numérique. Elle contribue aux recherches concernant la socialisation dans les champs de l'éducation, de la formation et de l'enseignement.

## Historique
Créée en 1988, la revue souhaitait publier les travaux des membres du laboratoire de recherches du CERFEE (Centre de recherches sur la formation, l’éducation et l’enseignement), accueilli par l'université de Montpellier 2. La revue était intitulée Les Cahiers du CERFEE. La revue a pris la décision, en raison des changements institutionnels au sein du laboratoire et en accord avec son éditeur, les Presses universitaires de la Méditerranée, de rejoindre le portail OpenEdition Journals. Elle a alors pris le nom Éducation et socialisation, à partir de 2012, tout en conservant en sous-titre, l'intitulé «Cahiers du CERFEE».

## Ligne éditoriale
Éducation et socialisation a pour objectif d'offrir aux chercheurs confirmés ainsi qu'aux jeunes chercheurs un espace éditorial pour des questions de recherche en formation, éducation et enseignement, en proposant des «articles référés à un champ situé à l’intersection des recherches en éducation et des recherches sur la socialisation», selon trois axes, 
- la socialisation démocratique et notamment «l’éducation première sous ses formes familiale et scolaire» ;
- la socialisation professionnelle «tant en formation initiale que continue, avec une attention particulière aux questions de conception, de conduite, d’accompagnement et d’évaluation» ;
- Les interactions entre la socialisation et l’apprentissage en privilégiant «la diversité des approches et des démarches (didactiques, ergonomiques, politiques, économiques, sociologiques, psychologiques, etc.)».

La revue propose ainsi des numéros thématiques tout autant que des numéros mutualisés avec d'autres revues du champ des sciences de l'éducation

## Recensions de la revue
Éducation et socialisation figure sur la liste de revues de sciences de l'éducation francophones de l'AERES et celle de l'AECSE (Association des enseignants et chercheurs en sciences de l'éducation). Elle fait l'objet du suivi de revues francophones concernant des questions d'éducation du service Veille et Analyse de l'Institut français de l'éducation.
La revue est également référencée par la base Mir@bel et par JournalBase (CNRS).